# Shelby
För andra betydelser, se Shelby (olika betydelser).

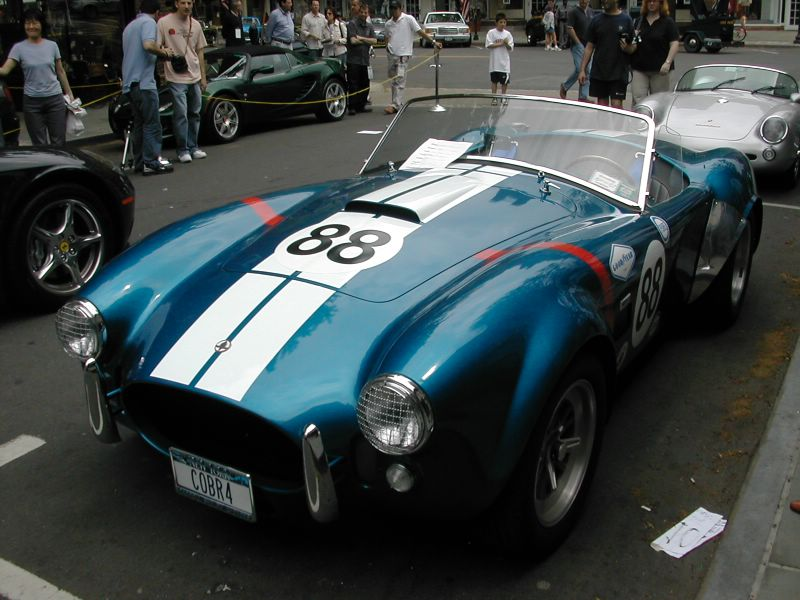
Shelby Cobra

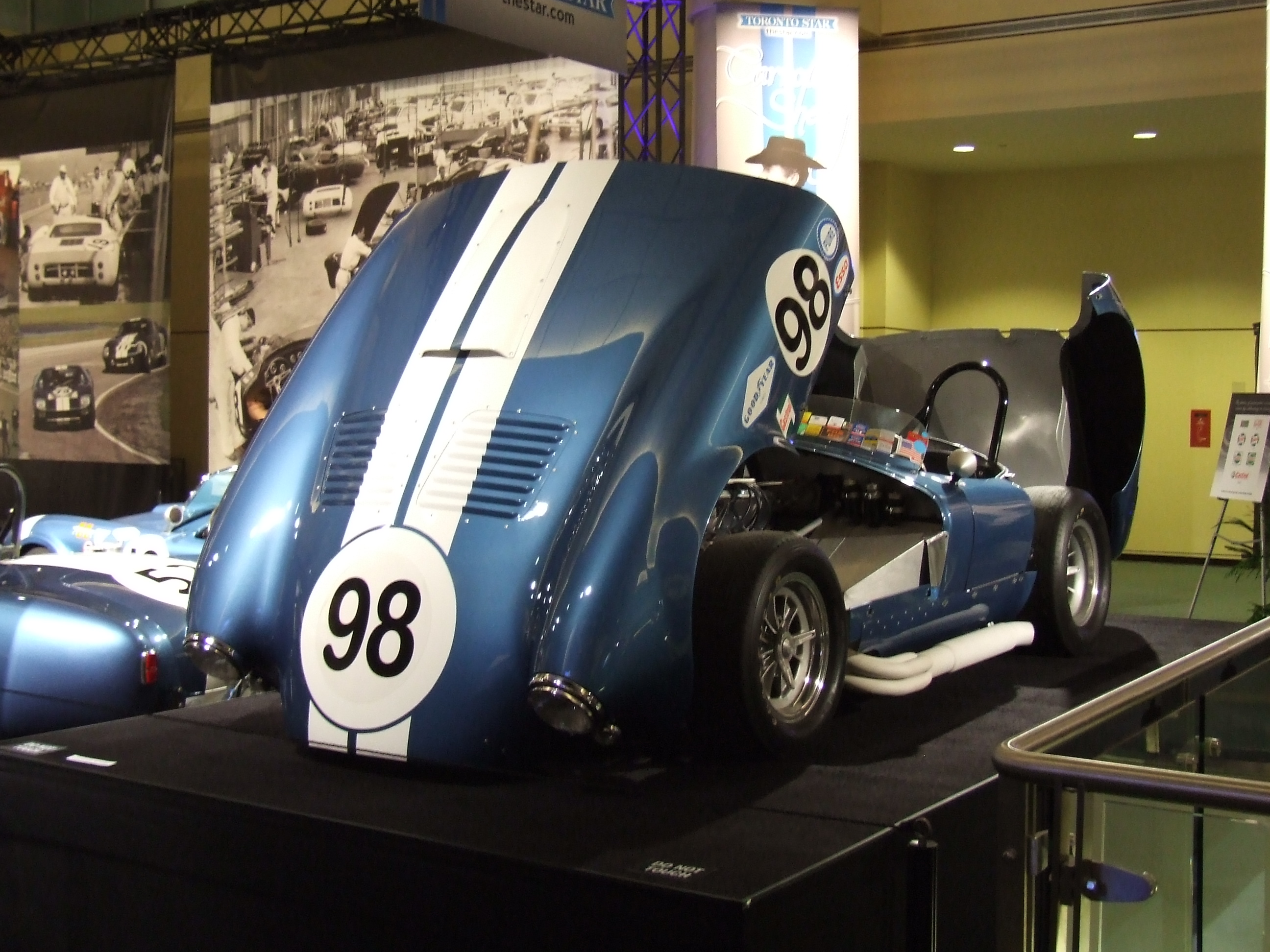
"Flip-Top" prototyp

Shelby är samlingsnamnet för amerikanska bilmodeller tillverkade av företaget Shelby American. 
Shelby American grundades av Carroll Shelby. Shelbys mest kända modeller är Shelby Cobra och Shelby Mustang. Även om dessa är baserade på andra tillverkares bilar, räknas Shelby som ett självständigt bilmärke.

## Historien bakom Carroll Shelby
Carroll Shelby blev internationellt erkänd när han tog hem flera segrar inom motorsporten med sin version av den brittiska bilen AC Ace byggd av AC Cars Group Ltd. Ursprungsbilen trimmades, modifierades och döptes om till AC Cobra, och kom att bli en framgångshistoria och ett större samarbete mellan Shelby American, Ford Motor Company och AC Cars Group Ltd. i Storbritannien. 
Carroll Shelby blev känd för en ny generation i och med lanseringen av filmen Gone in Sixty Seconds, där huvudrollsinnehavaren är på ständig jakt efter sin drömbil, en Shelby Mustang GT 500. Efter filmen introducerade Shelby American en ny GT-modell, Shelby GT 500E, baserad på Mustangen i filmen. 
Carroll Shelby har även besökts vid ett flertal tillfällen av Hans Kungliga Majestät Carl XVI Gustaf, som är en mycket bilintresserad och motorkunnig konung, som dessutom kan räkna en fin Shelby GT 350 av 1966 årsmodell till sina ägodelar. 

## Några av de mest kända modellerna
Shelbymustangerna GT350, GT500 och GT500 KR (King of the Road).Alla är ett verk av Carrol 
Modell GT350 var den första shelbymustangen. Den har samma motor som i den tidigare Cobra 289. 
År 1967 ändrade Ford designen på Mustangen och på denna nya design byggde Shelby en ny version av sina GT-bilar, Shelby GT500.
GT500 KR Cabriolet är den mest eftertraktade Shelbyn, vilken endast tillverkades i 318 exemplar. Denna bil kan betinga priser ända upp till 10 miljoner SEK vid amerikanska bilauktioner. GT500 har en 428-motor på 355 hk vid 5400 varv och är av många ansedd som den yppersta sportbilen. GT500 KR har dessutom Cobra Jet-insug som ger bilen ännu rappare köregenskaper. 
År 1969 slutade Shelby att modifiera Mustanger när Fords egna kraftmodeller (BOSS 429 CI med flera) tog över.
Idag tillverkar Shelby bland annat Shelby GT500 (baseras på den senaste karossen) och Shelby GT500E (baseras på fastback-karosser från 1960-talet).Men för den sanna entusiasten är de Mustangerna som byggdes om och modifierades till Shellby under 1960-talet den äkta varan.

### Cobramodeller från Shelby
- 2002 Shelby Cobra
- 1997 Shelby Series One
- 1995 Shelby Cobra 427
- 1968 Shelby 428
- 1968 Shelby Cobra
- 1967 Shelby Cobra 427
- 1967 Shelby Cobra 427 CSX 3244
- 1966 Shelby Cobra 427
- 1965 Shelby Cobra 289
- 1965 Shelby Cobra 289 CSX 2470
- 1965 Shelby Cobra 289 CSX 2540
- 1965 Shelby Cobra 289 CSX 2587
- 1965 Shelby Cobra 289 CSX 8002
- 1965 Shelby Cobra 289 Stage I
- 1965 Shelby Cobra 427
- 1965 Shelby Cobra 427 Competition Prototype CSX 3002
- 1965 Shelby Cobra Daytona 427 Super Coupe Type 65 CSB 3054
- 1965 Shelby Mustang GT350R Competition
- 1964 Shelby Cobra 289
- 1964 Shelby Cobra Daytona Coupe
- 1964 Shelby Cobra Dragonsnake 289
- 1963 Shelby Cobra 289 Roadster Le Mans CSX 2136
- 1962 Shelby Aceca
- 1962 Shelby Cobra 289

Cobra är för övrigt en beteckning som kom att användas flitigt även i Fords modellprogram. Beteckningen används fortfarande idag på vissa högprestandamodeller från amerikanska Ford.